# Ralph Ignatowski
Le soldat de première classe Ralph Anthony "Iggy" Ignatowski (né le 8 avril 1926 - décédé entre le 4 et le 7 mars 1945) était un marine américain qui fut torturé et tué par les troupes japonaises lors de la Bataille d'Iwo Jima.
Il était le meilleur ami de John Bradley, qui participa à la levée du drapeau américain sur Iwo Jima.
Ralph Ignatowski est né à Milwaukee dans le Wisconsin d'un père polonais Walter Ignatowski et d'une mère allemande Frances Thomas.

## Entrée dans les Marines
Ignatowski échoua aux tests physiques lorsqu'il s'enrôla dans le corps des Marines en 1943. Néanmoins en utilisant l'urine d'un ami il fut accepté et fut assigné à la compagnie E, 2e bataillon, 28e régiment, 5e division, avec les futurs leveurs du drapeau : Ira Hayes, John Bradley, René Gagnon, Franklin Sousley, Harlon Block, et Michael Strank.

## Bataille d'Iwo Jima
Selon les archives militaires, Ignatowski était à bord du USS Missoula le 5 février 1945, et arriva à l'atoll d'Enewetak aux Îles Marshall le 7 février. Ignatowski était en mer du 8 au 10 février et débarqua le 11 février à Saipan aux Îles Mariannes. Il fut ensuite à bord du LST-481 et navigua jusqu'à Iwo Jima du 11 au 18 février. Le 19 février 1945, Ignatowski arriva à Iwo Jima.
Les archives mentionnent qu'Ignatowski fut blessé à la mâchoire par des éclats d'obus le 20 février mais qu'il retourna se battre le jour même. Le 4 mars 1945, en pleine bataille, Ignatowski fut capturé, torturé et assassiné avec un autre marine, le Second Lieutenant Leonard Sokol. Leurs corps furent découverts le 7 mars 1945. Les informations suivantes en anglais, provenant des archives du 28e régiment Marine, décrivent la chronologie de leur mort :
- Mar 4, 1845 hrs - Fr LT228 - One P. F. C. from Easy Co, name unknown, believed captured by Japs in vicinity of Hill 215.
- Mar 4, 2030 hrs - Fr LT228 - Lt. Sokol was killed at 1330 at 233 X and body taken by Nips - No maps or shackle codes known to be on his person according to Capt Severance.
- Mar 4, 2100 hrs - Fr LT 228 - All quiet - Easy Co reports Japs were definitely seen grabbing man into cave near where Lt. Sokol's body disappeared.
- Mar 7, 1900 hrs - Fr. LT228 - Body of captured PFC from "E" Co (Ignatowski) had apparently been searchd (pack emptied) and tortured - arm broken, body beaten. Location 450 yds north of tip of Hill 362. Forward and left of E Co's present CP - Lt. Sokol's body nearby mutilitated by one of our own flame throwers.
- Mar 7, 1940 hrs - Fr D2 - Corps requests written statements from men in "E" Co who saw Ignatowsky captured.
- Mar 8, 0855 hrs - Fr 5th Div. Red Cross - Request details on capture of PFC Ignatowsky "E" Co. Call Mr. Thomas c/o Columbus #1
- Mar 8, 1010 hrs - Fr LT228 - Ignatowski body evacuated with Lt. Sokol's. En route, via Regt.
- Mar 8, 1150 hrs - To D2 - Requested Regimental ARC representative and Regimental Surgeon examine body of P.F.C. Ignatowsky and prepare affidavits.
- Mar 9, 1154 hrs - Fr D2 - Requests detail re Ignatowsky and statements: a. Circumstances of capture b. Events intervening between capture and recovery. c. Circumstances of recovery of body.

## Décès
Le décès d'Ignatowski est mentionné dans différents ouvrages :
- dans Semper Chai!: Marines of Blue and White (and Red) au sujet des juifs engagés dans les Marines, Howard J. Leavitt collecta des témoignages des circonstances du décès d'Ignatowski et Sokol, incluant une lettre du marine James Buchanan, aux membres de la famille du Lieutenant Sokol :

Le 3 mars, Private Ralph Ignatowski fut traîné dans un souterrain à travers un petit canyon. Ce que je vous dis après est ce que j'ai entendu mais pas vu. Il a pu essayer de secourir Ignatowski, mais je n'en suis pas sûr.
J'ai marché dans le canyon et j'ai trouvé le Lieutenant Sokol sur la route, Ralph Ignatowski était à côté. Un officier s'est approché et m'a dit Ne les touche pas. Nous avons une atrocité ici. Je compris que Ralph fut poignardé plusieurs fois par une baïonnette, certaines blessures saignaient encore, d'autres non.
- dans Mémoires de nos pères du fils de John Bradley il est fait mention de la mort d'Ignatowski :

J'ai tellement essayé de le sortir de ma mémoire. De l'oublier. Nous pouvions choisir un copain pour le combat. Mon copain était un gars de Milwaukee. Nous avions été placés dans un secteur. Quelqu'un d'autre ailleurs fut blessé et je courus pour l'aider, et quand je revins mon copain n'était plus là. Je n'arrivais pas à savoir où il était. Je regardais autour de moi mais il n'était pas là. Et personne ne savait où il était.
Quelques jours plus tard quelqu'un hurla qu'il l'avait trouvé. Ils m'appelèrent car j'étais un infirmier. Les japonais l'avaient tiré sous terre et torturé. Ses ongles... sa langue... c'était affreux. J'ai vraiment essayé d'oublier tout ça.
Plusieurs années plus tard, en faisant des recherches sur la vie de mon père, j'interrogeai Cliff Langley, co-infirmier de Doc, à propos de la découverte du corps d'Iggy. Langley me dit qu'il regarda Ralph Ignatowski comme une personne ayant enduré toutes les sortes de tortures physiques imaginables.
Langley dit : Ses deux bras étaient fracturés. Ils étaient accrochés là comme des bras à une poupée cassée. Il a été poignardé à plusieurs reprises. L'arrière de son crâne était brisé.
- dans le film Mémoires de nos pères Ignatowski est joué par Jamie Bell. On le voit à Iwo Jima dans les scènes d'ouvertures, puis dans des flashbacks de Bradley cherchant Ignatowski. Pendant le film, Bradley répète régulièrement Où est-il ? lors de flashback de la bataille et de la recherche d'Iggy. À la fin du film, le corps d'Ignatowski est retrouvé, sans que le spectateur ne voie son corps
- dans le film Lettres d'Iwo Jima, un soldat américain est battu et poignardé à plusieurs reprises. Il s'agit probablement d'une allusion à la fin horrible d'Ignatowski.
- d'autres témoignages indiquent qu'Ignatowski a été torturé pendant trois jours par les Japonais, qui lui arrachèrent les yeux, lui coupèrent les oreilles, lui brisèrent les dents et lui coupèrent les organes génitaux qui furent mis dans sa bouche[1].

## Mémoire
Ignatowski reçu les distinctions suivantes :
- Purple Heart avec l'étoile d'or
- Presidential Unit Citation avec étoile
- Asiatic-Pacific Campaign Medal
- World War II Victory Medal.

Ses restes furent initialement enterrés avec les honneurs militaires au cimetière de la 5e division Marine à Iwo Jima dans la tombe 1201, rang 11, numéro 5. En 1949 son corps fut exhumé et réenterré au cimetière militaire de Rock Island.
Le 3 juin 1956 un mémorial (Memorial Post 60, Oak Creek, Wisconsin) a été consacré par une organisation de vétérans américains (les AMVETS).